# Motor universal

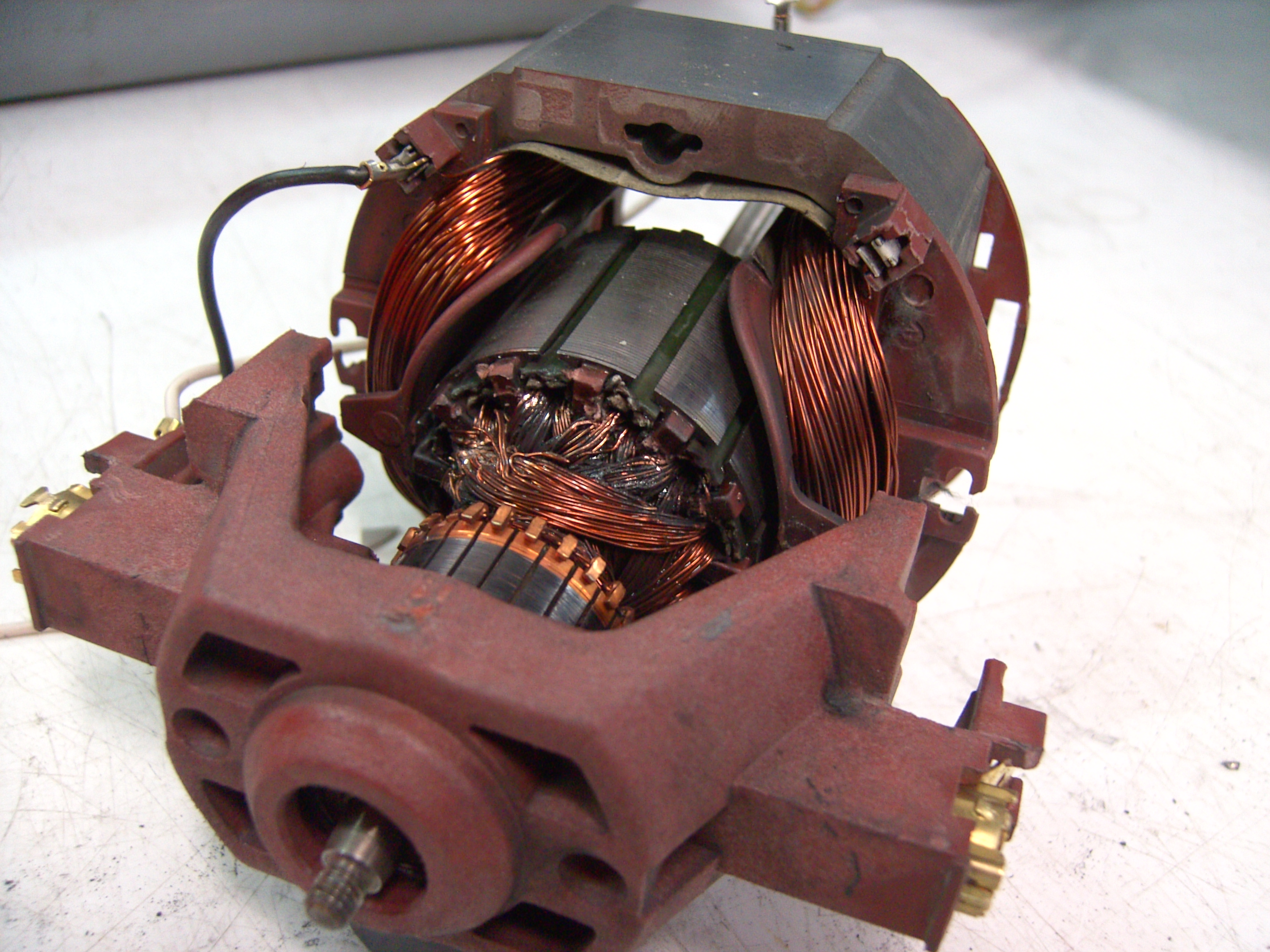
Motor universal d'una aspiradora domèstica.

Un motor universal és un tipus de motor elèctric que pot funcionar tant amb corrent continu com amb corrent altern monofàsic.
La seva constitució és semblant a la d'un motor sèrie de corrent continu, encara que amb algunes modificacions:
-Els nuclis polars, i tot el circuit magnètic, estan construïts amb xapes de ferro al silici aïllades i apilades per reduir la pèrdues d'energia per corrents paràsites que es produeixen a causa de les variacions del flux magnètic quan es connecta a una xarxa de corrent altern.
-Menor nombre d'espires en l'inductor per tal de no saturar magnèticament el nucli i disminuir així les pèrdues per corrents de Foucault i per histèresi, augmentar la intensitat de corrent i, per tant, el parell motor i millorar el factor de potència.
-Major nombre d'espires a l'induït per compensar la disminució del flux a causa del menor nombre d'espires de l'inductor.
L'ús d'aquests motors en corrent altern està molt estès pel major parell d'arrencada respecte al dels motors d'inducció i per la seva elevada velocitat de rotació, el que permet reduir la seva mida i el seu preu. Així, s'empra en màquines eines portàtils de tota classe, electrodomèstics petits, etc.
Característiques de funcionament:
- En corrent continu és un motor sèrie normal amb les seves mateixes característiques.

- En corrent altern es comporta de manera semblant a un motor sèrie de corrent continu. Com cada vegada que s'inverteix el sentit del corrent, ho fa tant en l'inductor com en l'induït, de manera que el parell motor conserva el seu sentit.

- Menor potència en corrent altern que en contínua, pel fet que en altern el parell és pulsatori.

- Major espurneja a les escombretes quan funciona en corrent altern, ja que les bobines de l'induït estan travessades per un flux altern quan es posen en curtcircuit per les escombretes, cosa que obliga a posar un debanat compensador en els motors mitjans per contrarestar la força electromotriu induïda per aquest motiu.

## Principi de Funcionament en corrent continu
En invertir el corrent continu del motor en sèrie, el sentit de rotació roman constant. Si s'aplica un corrent altern a un motor en sèrie, el flux de corrent a l'armadura i en el camp s'inverteix simultàniament, el motor seguirà girant en el mateix sentit.

## Principi de Funcionament en Corrent Altern

Figura 2 : Ona sinusoidal.

Quan el motor universal és connectat en ac, el seu flux varia cada mitjà cicle.
A la primera meitat de l'ona de corrent altern és anomenada positiva, aquí el corrent en els enrotllaments de l'armadura tenen la direcció igual a les agulles del rellotge, és a dir d'esquerra a dreta, mentre que el flux producte del debanat del camp té un sentit de dreta a esquerra, així que el parell desenvolupat pel motor és contrari al de les agulles del rellotge.
A la segona meitat de l'ona de corrent altern, anomenada negativa, el voltatge aplicat inverteix la seva polaritat, així mateix el corrent canvia la seva direcció i ara està de dreta a esquerra, també el flux producte dels pols està dirigit ara d'esquerra a dreta, el parell d'arrencada no canvia la seva direcció, ja que en la meitat negativa s'inverteixen tant la direcció del corrent, com la del flux.

## Comparació entre les característiques del bobinat de l'estator en CA i CC
La quantitat d'espires de camp és menor en el motor en sèrie de c. a. que en el motor en sèrie de c. c. per disminuir la reactància del camp i fer que circuli la quantitat de corrent elèctric suficient. En disminuir la magnitud del camp es redueix el parell motor per tant els motors de CA en sèrie es fabriquen per a potències menors d'un cavall de potència a freqüència de 60 cicles per segon. Les característiques del motor en sèrie de CA no són similars a les del mateix tipus per CC.
És una màquina de velocitat variable, de baixa velocitat per a càrregues grans i de gran velocitat per a càrregues lleugeres. El parell d'arrencada també és molt gran. Els motors en sèrie de fraccions de cavall s'utilitzen per propulsar ventiladors, perforadores elèctriques i altres aparells petits.
El motor de corrent altern en sèrie té les mateixes característiques generals que el de corrent continu en sèrie, s'ha fabricat un motor en sèrie per als dos corrents que s'anomena "motor universal" i té gran aplicació en aparells elèctrics petits. Els motors universals funcionen amb menor rendiment que els motors en sèrie de CA o CC purs i només es fan en mides nois. Per invertir el gir d'aquest motor es han d'invertir les connexions en l'armadura.

## Bobinatge de Compensació
Els motors universals són motors en sèrie de potència fraccional, de c. a., dissenyats especialment per a usar-se en potencial ja sigui de c. c. o de c. a.. Aquests motors tenen la mateixa característica de velocitat i per quan funcionen al carrer a. o al c/c. En general, els motors universals petits no requereixen enrotllaments compensadors pel fet que el nombre d'espires de la seva armadura és reduït i per tant, també ho serà la seva reactància d'armadura. Com a resultat, els motors inferiors al 50% de cavall generalment es construeixen sense compensació. El cost dels motors universals no compensats és relativament baix per la qual cosa la seva aplicació és molt comú en aparells domèstics lleugers, per exemple aspiradores, trepants de mà, liquadores, etc.
Els motors universals grans tenen algun tipus de compensació. Normalment es tracta del debanat compensador del motor de sèrie o un debanat de camp distribuït especialment per contrarestar els problemes de la reacció d'armadura.
Una característica important dels motors sèrie de ca és l'ús de motors compensadors per reduir la reacció d'armadura. El mitjà més comú per a aquesta compensació implica incrustar enrotllaments compensadors distribuïts en els pols del motor. Si el motor de sèrie de c. a. tindrà aplicacions tant amb c. a. com amb c. c., l'enrotllament compensador es connecta sempre en sèrie amb l'armadura i es diu que el motor està compensat conductivitat. Si el debanat compensador està connectat en curt circuit sobre si mateix, es diu que el motor està compensat inductivament.